# Territorio Imperial de Alsacia y Lorena
El Territorio Imperial de Alsacia-Lorena (en alemán: Reichsland Elsaß-Lothringen) fue uno de los Reichsland del Imperio alemán, formado en cumplimiento del Acta de delimitación de fronteras del 26 de febrero de 1871, ratificado por el Tratado de Fráncfort de 18 de mayo, con el que se puso fin a la Guerra franco-prusiana de 1871, y se anexionó parte de los territorios de las regiones hasta entonces francesas de Alsacia y de Lorena.
La creación del Reichsland alemán supuso una reorganización territorial en Francia, al incorporarse al Imperio los departamentos de Bajo Rin, en su totalidad, y de Alto Rin, a excepción de la ciudad de Belfort, es decir, el 93 % del territorio de Alsacia, mientras que de la región de Lorena se incorporó el 26 % de su extensión, casi todo el departamento de Mosela, a excepción de algunas de sus comunas, que fueron integradas por la administración francesa en el existente departamento de Meurthe, rebautizado como Meurthe y Mosela. Belfort y sus comunas dependientes pasaron a formar un nuevo departamento con la denominación de Territorio de Belfort.
La integración de la nueva provincia en el Segundo Imperio Alemán, basada en la condición de su carácter germánico según los nuevos administradores, supuso un cambio progresivo en los usos y costumbres de la sociedad, a menudo con la oposición manifiesta de algunos sectores que se aglutinaron en torno al movimiento autonomista que floreció a partir de la década de 1880. En 1911, como resultado de la influencia de los sectores regionalistas, el Reichsland adoptó una Constitución que, ratificada por el Emperador, reconocía una autonomía parcial a la provincia.
Mientras tanto, se había desarrollado en Alemania y Francia un sentimiento nacionalista fuertemente reivindicativo que, en el caso francés, se articuló políticamente en torno al concepto del revanchismo, mientras que en el alemán favoreció la afirmación del pangermanismo, siendo el carácter irreconciliable de ambas posturas una de las causas que desembocaron en la Primera Guerra Mundial.
Con el colapso del Imperio y la abdicación del Emperador Guillermo II en noviembre de 1918, en vísperas del armisticio, una parte de la sociedad –con el apoyo de algunas unidades militares– se unió al movimiento insurreccional de la Revolución de Noviembre y declaró el 11 de noviembre de 1918 la República Independiente de Alsacia y Lorena.
La ocupación progresiva de las ciudades por las tropas francesas disolvió el breve periodo de independencia y reincorporó, a pesar de lo estipulado en el artículo 5.º de la Convención del armisticio, por Decreto del 15 de noviembre la totalidad del territorio a la soberanía francesa, que tomaría el nombre de Alsacia-Mosela.

## Reichsland, Territorio Imperial

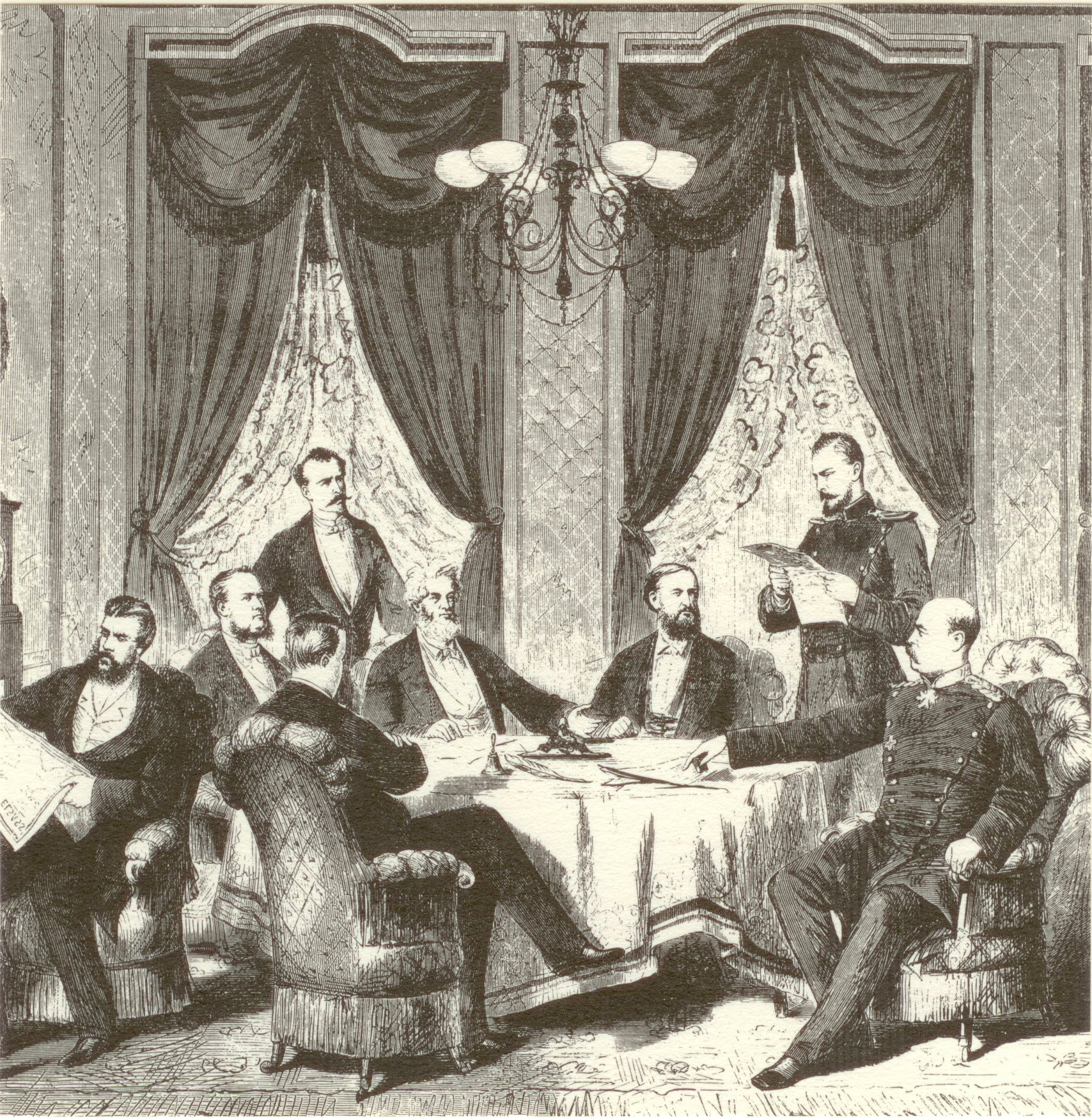
Tratado de Frankfurt

Tras la Guerra franco-prusiana de 1870-1871, la parte norte de Lorena fue integrada en el nuevo Imperio alemán junto con Alsacia como resultado de la aplicación de los acuerdos de fin de hostilidades a la derrotada Francia. 
La integración, que afectaba a las áreas de población germánica, supuso la ruptura de la unidad territorial de las antiguas provincias y así Belfort, hasta entonces parte de Alsacia y su área circundante permanecieron bajo soberanía francesa, siendo organizadas en el nuevo departamento de Territorio de Belfort.
El área anexada correspondía a los departamentos franceses de Bajo Rin (en su totalidad), Alto Rin (excepto la zona de Belfort y Montbéliard), y una pequeña zona en el noreste del departamento de los Vosgos, todos los cuales conformaban Alsacia, y los departamentos de Mosela (cuatro quintos de él) y el noreste de Meurthe (un tercio de Meurthe), que se encontraban en la parte oriental de Lorena.
Los restos del departamento de Meurthe fueron unidos con la parte occidental de Mosela que se había escapado de la anexión con Alemania para constituir el nuevo departamento de Meurthe y Mosela.
La nueva frontera entre Francia y Alemania seguía básicamente la división geolingüística entre los dialectos romances y germánicos, excepto en unos pocos valles del lado alsaciano de los Montes Vosgos, la ciudad de Metz y en el área de Château-Salins (anteriormente en el departamento de Meurthe), que fueron anexados por Alemania a pesar del hecho de que la gente hablaba francés. En 1900 el 11,6 % de la población de Alsacia-Lorena hablaba francés como lengua materna (11 % en 1905, 10,9 % en 1910). El hecho de que pequeñas áreas francoparlantes resultaran afectadas fue usado en Francia para denunciar a la nueva frontera como hipocresía, ya que Alemania los había justificado por los dialectos germanos nativos y la cultura de los habitantes, que estaban presentes en la mayor parte de Alsacia-Lorena. No obstante, la administración alemana fue tolerante ante el uso de la lengua francesa y el francés fue autorizado como lengua oficial y lengua en las escuelas en aquellas zonas donde era hablado por una mayoría (esta política relativamente tolerante contrastó con la política de las autoridades francesas contra el uso del alemán después de la Primera Guerra Mundial).
El Tratado de Fráncfort acordado entre el canciller alemán Otto von Bismarck y el jefe de Gobierno francés Adolphe Thiers, concedió a los residentes de la región un plazo hasta el 1 de octubre de 1872 para decidir entre emigrar a Francia o permanecer en la región y tener su nacionalidad legalmente cambiada a alemana. Para 1876, cerca de 100 000 (5 %) de los residentes de Alsacia-Lorena habían emigrado a Francia.
Durante la Primera Guerra Mundial, los soldados de Alsacia-Lorena fueron enviados principalmente al Frente Oriental o a la Kaiserliche Marine (marina imperial) a fin de evitarles posibles confrontaciones con sus parientes en Francia.
En octubre de 1918, la Marina Imperial Alemana, que había pasado la mayor parte de la guerra desde la Batalla de Jutlandia en puerto, fue mandada a combatir, a fin de debilitar a la Armada Real Británica para el tiempo después de la guerra. Sin embargo, los marineros se negaron a obedecer. En ese tiempo, cerca de 15 000 alsacianos y lorenenses habían sido incorporados a la marina imperial. Algunos de ellos se unieron a la insurrección y a la Revolución de Noviembre, y decidieron regresar a su tierra natal para rebelarse contra la monarquía del Emperador.
El 8 de noviembre, la proclamación de la República Soviética de Alsacia fue dada a conocer en Estrasburgo, la capital. Al día siguiente, el 9 de noviembre, miles de manifestantes se reunieron en Estrasburgo para aclamar a los primeros soldados que regresaban a sus casas desde el norte de Alemania. Un tren controlado por insurgentes fue bloqueado en el puente de Kehl, y un comandante realista ordenó disparar dentro del tren. Un insurgente fue asesinado, pero sus compañeros tomaron el control de la ciudad de Kehl.
El mismo día, el Kaiser Guillermo II abdicó y Philipp Scheidemann declaró a Alemania una república en un discurso desde el Reichstag.

## La región tras la caída del Segundo Imperio Alemán
Ya que Alsacia-Lorena había sido administrada por Berlín y el Emperador, y no tenía un gobierno ni un monarca como otros Estados alemanes, la abdicación del Emperador dejó un vacío de poder incluso mayor.
De forma similar a otras áreas de Alemania, los antiguos marineros crearon un Consejo de Soldados de Estrasburgo y tomaron el control de la ciudad. Se constituyó entonces el consejo de trabajadores y soldados que estaba presidido por el líder de la unión de trabajadores cerveceros. Su lema era: "Ni Alemania ni Francia ni neutrales".
El 11 de noviembre se firmó el Armisticio con Alemania (Compiègne), terminando la guerra. El mismo día, el Régimen de Estrasburgo proclamó la República Independiente de Alsacia-Lorena. El Parlamento se proclamó a sí mismo el "Consejo Nacional de Alsacia-Lorena" y la única autoridad legal de la nación. Al día siguiente, el Consejo Nacional tomó el mando de todas las funciones del Statthalter y de la Secretaría del Estado, y proclamó la soberanía de Alsacia-Lorena. Eugen Ricklin y Jacques Peirotes estaban a cargo.
Sin embargo, la independencia fue muy corta, ya que los franceses ocuparon Mulhouse el 17 de noviembre. Tomaron Colmar y Metz en los días siguientes, y, el 21 de noviembre, las tropas francesas llegaron a Estrasburgo. Después de once días de independencia, Alsacia-Lorena fue ocupada e incorporada a Francia. La región perdió su autonomía recientemente adquirida, regresando al sistema centralizado francés. Fue dividida en los departamentos del Alto Rin, Bajo Rin y Mosela (la misma estructura política que antes de la anexión y como fue creada en la Revolución Francesa, con los límites un poco diferentes).
No obstante, aún hoy en día el territorio disfruta de leyes en ciertas zonas que son significativamente diferentes a las del resto de Francia, por ejemplo, el estatuto de Alsacia-Mosela. 
El departamento de Meurthe y Mosela fue mantenido incluso después de que Francia recuperara Alsacia-Lorena en 1919. La región de Belfort obtuvo un estatus especial y no fue reintegrada al Alto Rin en 1919, pero en lugar de eso fue convertida en un departamento en 1922 con el nombre de Territorio de Belfort.
El gobierno francés inició inmediatamente una campaña de "afrancesamiento" que incluía la deportación forzada de todos los alemanes que se habían establecido en la zona después de 1870. Por ese motivo, la población fue dividida en cuatro categorías, que iban de la A a la D. Los periódicos alsacianos escritos en alemán también fueron suprimidos.
Después de que Francia fuera derrotada en la primavera de 1940, el área fue administrada desde Berlín por el Régimen nazi hasta la capitulación en 1945. Durante la ocupación, todos los habitantes de edad militar podían ser llamados al servicio militar obligatorio en el ejército alemán, y en algunos casos dentro de alguna represión contra los ciudadanos franceses durante la Segunda Guerra Mundial (por ejemplo la Matanza de Oradour-sur-Glane).
Muchos jóvenes de Alsacia-Lorena fueron reclutados o se ofrecieron voluntariamente para servir en la Wehrmacht o las Waffen-SS durante la Segunda Guerra Mundial. Cuando Alsacia-Lorena regresó a Francia después de la guerra, este hecho causó tensiones entre Alsacia-Lorena y otras partes de Francia, llevando a numerosos problemas y recriminaciones.
El gobierno francés llevó a cabo una campaña para suprimir el uso del alemán de acuerdo con su tradicional política del lenguaje. Tanto el idioma alemán como el dialecto germano local elsässisch fueron prohibidos por un tiempo en la vida pública (nombres de calles y ciudades, administraciones oficiales, el sistema educacional, etc.). Pocos jóvenes hablan alsaciano ahora, a pesar de que el alemánico –que es muy parecido– sobrevive en la orilla opuesta del Rin, en Baden-Baden, y especialmente en Suiza.
En épocas recientes, iniciativas oficiales y privadas han intentado revertir este proceso para preservar la herencia cultural francogermana del área que es única en su clase. Francia es el único país miembro de la Unión Europea que se niega a firmar la Convención para la Protección de las Minorías Nacionales, que incluye garantías del derecho democrático a la libertad de lengua.

## Geografía

Evolución territorial de Alsacia y Lorena.

La parte de Alsacia estaba en el valle del Rin, en la orilla occidental del Río y al este de la Cordillera de los Vosgos. La sección de Lorena se encontraba en la parte alta del Valle de Mosela, al norte de los Montes Vosgos los cuales son violables.
El territorio estaba compuesto por el 93 % de Alsacia (7 % permaneció francés) y el 26 % de Lorena (74 % permaneció francés). Por razones históricas, las disposiciones legales específicas siguen siendo aplicadas en este territorio, propia y legalmente conocido como Alsacia-Mosela.
La zona de Alsacia-Lorena tiene un área de 14 496 km².

## Demografía
A continuación se presenta una tabla de la evolución demográfica desde 1866 hasta la fecha.
| Año  | Población | Causa del cambio |
| ---- | --------- | --- |
| 1866 | 1 596 000 | |
| 1875 | 1 531 804 | Después de la incorporación al Imperio alemán, de 100 000 a 130 000 personas emigraron a Francia y Argelia francesa.                                                                  |
| 1910 | 1 874 014 | Crecimiento poblacional del 0,58 % por año de 1875 a 1910. |
| 1921 | 1 709 749 | Muerte de jóvenes en el Ejército Alemán. Deportación de alemanes recién llegados a Alemania                                                                                           |
| 1936 | 1 915 627 | Crecimiento de la población del 0,76 % por año durante 1921-1936. |
| 1946 | 1 767 131 | Muerte de jóvenes en el Ejército Francés en 1939-1940 Muerte de jóvenes en el Ejército Alemán en 1940-1945 Muerte de civiles y mucha gente continúa refugiada en el resto de Francia. |
| 1999 | 2 757 592 | Crecimiento poblacional del 0,84 % por año de 1946 a 1999. |
| 2010 | 2 896 341 | Crecimiento poblacional del 0,16 % por año de 1999 a 2010. |

La religión más seguida era la católica (76,21%) por delante de protestantes (21,64%, concentrados en Colmar, Estrasburgo, Mulhouse, Munster y Wissembourg) y judíos (1,88%), según el censo de 1900.